# يان بورغس
يان بورغس (بالإنجليزية: Ian Burgess)‏ هو مهندس بريطاني، ولد في 6 يوليو 1930 في لندن في المملكة المتحدة، وتوفي في 19 مايو 2012 في حي هرو لندن في المملكة المتحدة.